# Titularbistum Sepino
Sepino ist ein Titularbistum der römisch-katholischen Kirche. 
Es geht zurück auf einen Bischofssitz in der Stadt Sepino, die sich in der italienischen Region Molise befindet.
| Titularbischöfe von Sepino |                                                |                       |               |     |
| Nr.                        | Name                                           | Amt                   | von           | bis |
| 1                          | Gabriele Caccia Titularerzbischof pro hac vice | Apostolischer Nuntius | 16. Juli 2009 |     |